# Usambilla hanangensis
Usambilla hanangensis is een rechtvleugelig insect uit de familie Lentulidae. De wetenschappelijke naam van deze soort is voor het eerst geldig gepubliceerd in 2008 door Hemp.